# محمد عمر حیات
محمد عمر حیات (انگلیسی: Mohammad Umar Hayat؛ زادهٔ ۲۲ سپتامبر ۱۹۹۶) بازیکن فوتبال اهل پاکستان است.
وی همچنین در تیم‌های ملی فوتبال زیر ۲۳ سال پاکستان و پاکستان بازی کرده است.